# Southfields
Southfields – osada w Anglii, w hrabstwie Essex, w dystrykcie (unitary authority) Thurrock. Leży 5 km od miasta Tilbury. W 2016 miejscowość liczyła 1089 mieszkańców.